# Kodesjärvi
Kodesjärvi är en sjö i kommunen Storå i landskapet Södra Österbotten i Finland. Sjön ligger 94,2 meter över havet. Arean är 99 hektar och strandlinjen är 5,76 kilometer lång. Sjön  ingår i Karvia å huvudavrinningsområde.   Den ligger omkring 91 kilometer söder om Seinäjoki och omkring 260 kilometer nordväst om Helsingfors. 